# Fort El Morro
Le fort El Morro (nom complet : Castillo de los Tres Reyes del Morro) est un fort qui défend le côté est de l'entrée de la baie de La Havane, au nord de la ville cubaine de La Havane. Perché sur un promontoire en face de la Vieille Havane, elle peut être vue de fort loin dominant l'entrée du port. La forteresse est nommée d'après les trois rois mages de la Bible.

## Histoire
Le fort a été construit entre 1589 et 1630 pour protéger l'entrée du port sous la direction de l'ingénieur italien Juan Bautista Antonelli.
Construit initialement en réponse aux raids perpétrés contre le port de La Havane, El Morro protégeait l'embouchure du port avec l'aide d'une chaîne suspendue le reliant à la forteresse San Salvador de la Punta placé de l'autre côté de la baie. Le fort possède des murs de près de 3 mètres d'épaisseur.
Lors de la Bataille de La Havane (1762), les Britanniques réussirent à s'en emparer en août 1762. Lord Albemarle ayant débarqué à Cojimar à l'est de La Havane, attaqua la forteresse défendue par Luis Vicente de Velasco e Isla. Les Britanniques en creusant un tunnel sous les remparts d'un bastion et en minant le fossé parvinrent avec succès à les faire s'effondrer. Lorsqu'ils rendirent l'île à l'Espagne en 1763, les Espagnols décidèrent de construire la forteresse de la Cabaña pour empêcher que cela ne se reproduise.

## Exposition
À l'intérieur de la forteresse se trouve une exposition sur les phares de Cuba : El Morro abritait autrefois une école de gardiens de phare.
Les canons du fort sont aujourd'hui passablement rouillés mais les murs sont bien conservés. Le fort a une caserne centrale à quatre étages. Une petite exposition d'archéologie sous-marine s'y trouve également. Il convient de noter les vieilles latrines qui donnent directement dans la mer, ainsi que deux ensembles de portes et le mécanisme de pont-levis. La capitainerie du port est toujours logée dans la forteresse.
Une petite tourelle à la fin des remparts autorise une vue sur la mer se brisant sur les rochers 20 mètres au-dessous et permet de prendre les dimensions des douves énormes. Le côté opposé de la douve, La Batería de Velasco, présente des armes et des canons plus modernes et offre une vue panoramique vers Cojimar.

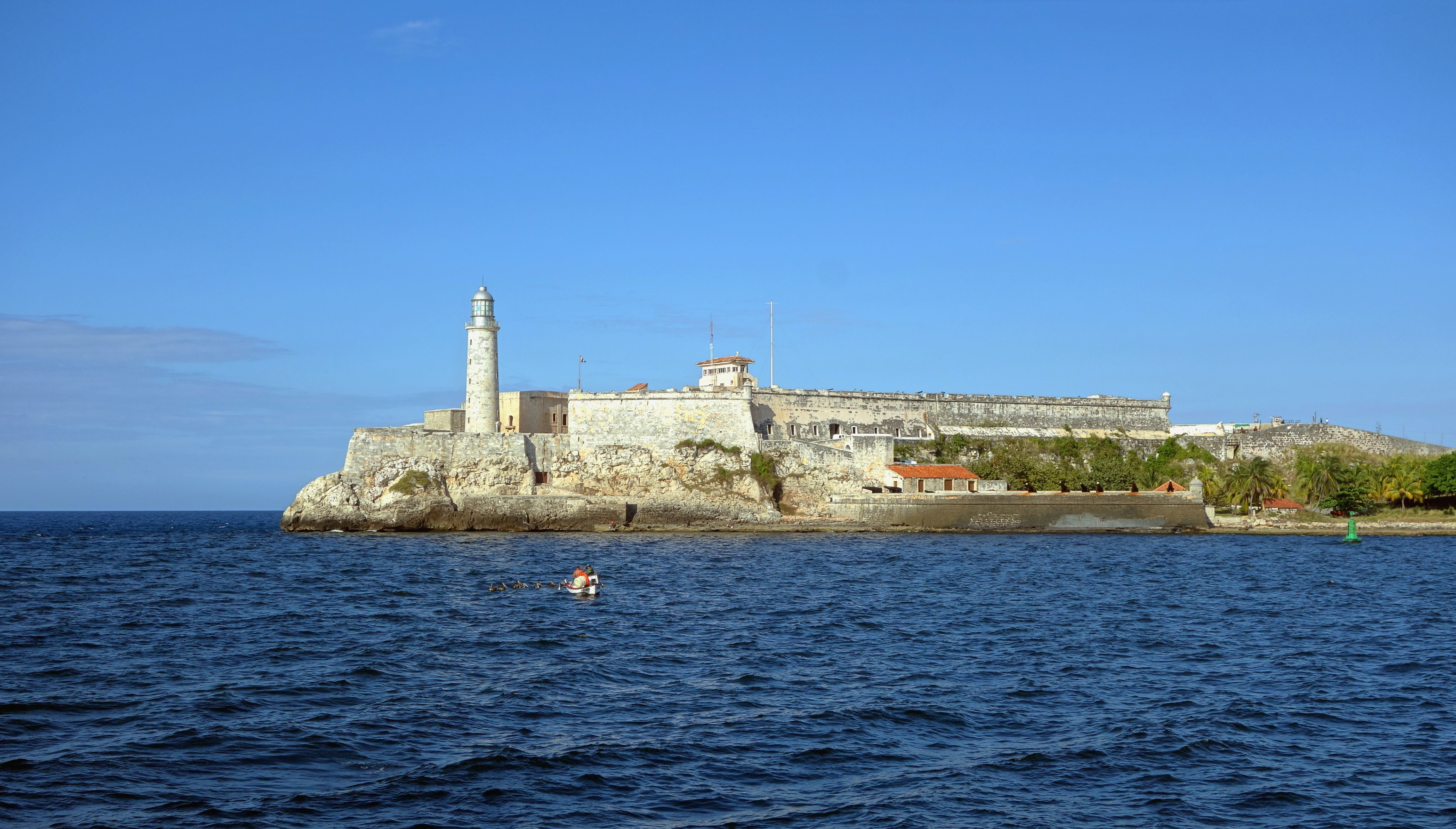
Vue du Castillo de los Tres Reyes del Morro depuis la rive opposée.